# 24. pehotni polk (Avstro-Ogrska)
Za druge 24. polke glejte 24. polk.
24. pehotni polk je bil pehotni polk avstro-ogrske skupne vojske.

## Poimenovanje
- Galizisch-Bukowinisches Infanterie Regiment »von Kummer« Nr. 24/Galicijsko-bukovinski pehotni polk »vitez Kummerski« št. 24
- Infanterie Regiment Nr. 24 (1915 - 1918)

## Zgodovina
Polk je bil ustanovljen leta 1629. 

### Prva svetovna vojna
Polkovna narodnostna sestava leta 1914 je bila sledeča: 79% Rutencev, 20% Slovakov in 1% drugih. Naborni okraj polka je bil v Kolomeji, pri čemer so bile polkovne enote garnizirane sledeče: Dunaj (štab, II., III. in IV. bataljon) in Kolomeja (I. bataljon).
Med prvo svetovno vojno se je polk bojeval tudi na soški fronti.
V sklopu t. i. Conradovih reform leta 1918 (od junija naprej) je bilo znižano število polkovnih bataljonov na 3.

## Organizacija
1918 (po reformi)
- 1. bataljon
- 2. bataljon
- 3. bataljon

## Poveljniki polka
- 1859: Moriz Haugwitz von Piskupitz[8]
- 1865: Moriz Haugwitz von Piskupitz[9]
- 1879: Sabbas Davidovac[10]
- 1908: Karl John[11]
- 1914: Franz Schnetzer[1]